# Presidente della Camera dei deputati (Repubblica Dominicana)
Il presidente della Camera dei deputati della Repubblica Dominicana (in spagnolo Presidente de la Cámara de Diputados de República Dominicana) è il capo della camera bassa del Congresso della Repubblica Dominicana. Il presidente, oltre alla presidenza della Camera, svolge ulteriori funzioni amministrative e procedurali e rappresenta il suo distretto elettorale. A fronte di queste molteplici responsabilità, il Presidente della Camera di solito non assiste personalmente ai dibattiti o al voto. Tale compito è invece delegato ai membri del partito di maggioranza alla Camera.
La carica di Presidente della Camera fu istituita nel 1844, anche se il titolo non è menzionato ufficialmente nella prima Costituzione dominicana. Manuel Maria Valencia è stato il presidente della Camera dei deputati che ha redatto la Costituzione. L'attuale presidente della Camera è Alfredo Pacheco, in carica dal 2020.